# Olyra longicaudata
Olyra longicaudata es una especie de peces de la familia Olyridae en el orden de los Siluriformes.

## Morfología
• Los machos pueden llegar alcanzar los 11 cm de longitud total.

## Hábitat
Es un pez de agua dulce y de clima tropical (16 °C-22 °C).

## Distribución geográfica
Se encuentran en Asia: la India y Birmania.